# نهند (بستک)
نهند،روستایی در شهرستان بستک با فاصله ۱۶ کیلومتری بستک،۲۹ کیلومتری جناح،۴ کیلومتری کوهیج قرار دارد.روستایی از اقوام مندیل، کلدست و حاجی ملک که از گاوبست مندیل و لاور میستان مهاجرت کردند.
و همچنین اقوامی از حاجی ملک که از ساکنان قدیمی این روستا به حساب می آیند.لازم به ذکر است که اقوام مندیل از گذشته‌های بسیار دور در این حوالی سکونت فصلی داشته‌اند و بین گاوبست مندیل و نهند به صورت عشایری کوچ میکرده اند
از امکانات این روستا می‌توان به مسجد (به نام مسجد النبی) ، مدرسه (به نام سعداپور یا شهید چمران) ، خانه بهداشت و خانه دهیاری اشاره کرد این روستا همچنین یک جاده ورودی دو بانده دارد.
از اماکن ورزشی این روستا می‌توان به ورزشگاه آزادی اشاره کرد که دارای امکاناتی از قبیل رختکن ، مسجد ، زمین بازی ، سکوی تماشاگران و ... می‌باشد .
جاذبه‌های طبیعی و گردشگری: از جاذبه‌های طبیعی این روستا می‌توان به ابشارهای فصلی این روستا اشاره کرد

## جمعیت
این روستا در دهستان جناح قرار داشته و براساس سرشماری سال ۱۳۸۵جمعیت آن ۲۶۳نفر (۵۶خانوار) بوده‌است.
جمعیت این روستا بر اساس سرشماری سال ١٣٩۵ جمعیت این روستا ٣۰۵ نفر می‌باشد .

## فهرست منابع و مآخذ
- محمد، صدیق «تارخ فارس» صفحه‌های (۵۰ ـ ۵۱ ـ ۵۲ ـ ۵۳)، چاپ سال ۱۹۹۳ میلادی.
- درگاه فهرست آثار ملی ایران

الکوخردی، محمد، بن یوسف، (کُوخِرد حَاضِرَة اِسلامِیةَ عَلی ضِفافِ نَهر مِهران Kookherd, an Islamic District on the bank of Mehran River) الطبعة الثالثة، دبی: سنة ۱۹۹۷ للمیلاد